# A Billboard Hot 100 listavezetői 2009-ben
Ez a lista a 2009-es Billboard Hot 100 listájának első helyezett kislemezeit sorolja fel.
|  | 2009 legjobban teljesítő kislemeze |

| Dátum          | Dal                              | Előadó(k)                                 | Források      |
| -------------- | -------------------------------- | ----------------------------------------- | ------------- |
| Január 3.      | Single Ladies (Put a Ring on It) | Beyoncé                                   | [ 1 ]         |
| Január 10.     | Single Ladies (Put a Ring on It) | Beyoncé                                   | [ 2 ]         |
| Január 17.     | Just Dance                       | Lady Gaga, Colby O’Donis közreműködésével | [ 3 ]         |
| Január 24.     | Just Dance                       | Lady Gaga, Colby O’Donis közreműködésével | [ 4 ]         |
| Január 31.     | Just Dance                       | Lady Gaga, Colby O’Donis közreműködésével | [ 5 ]         |
| Február 7.     | My Life Would Suck Without You   | Kelly Clarkson                            | [ 6 ]         |
| Február 14.    | My Life Would Suck Without You   | Kelly Clarkson                            | [ 7 ]         |
| Február 21.    | Crack a Bottle                   | Eminem, Dr. Dre és 50 Cent                | [ 8 ]         |
| Február 28.    | Right Round                      | Flo Rida                                  | [ 9 ]         |
| Március 7.     | Right Round                      | Flo Rida                                  | [ 10 ]        |
| Március 14.    | Right Round                      | Flo Rida                                  | [ 11 ]        |
| Március 21.    | Right Round                      | Flo Rida                                  | [ 12 ]        |
| Március 28.    | Right Round                      | Flo Rida                                  | [ 13 ]        |
| Április 4.     | Right Round                      | Flo Rida                                  | [ 14 ]        |
| Április 11.    | Poker Face                       | Lady Gaga                                 | [ 15 ] [ 16 ] |
| Április 18.    | Boom Boom Pow                    | Black Eyed Peas                           | [ 17 ] [ 18 ] |
| Április 25.    | Boom Boom Pow                    | Black Eyed Peas                           | [ 19 ]        |
| Május 2.       | Boom Boom Pow                    | Black Eyed Peas                           | [ 20 ]        |
| Május 9.       | Boom Boom Pow                    | Black Eyed Peas                           | [ 21 ]        |
| Május 16.      | Boom Boom Pow                    | Black Eyed Peas                           | [ 22 ]        |
| Május 23.      | Boom Boom Pow                    | Black Eyed Peas                           | [ 23 ]        |
| Május 30.      | Boom Boom Pow                    | Black Eyed Peas                           | [ 24 ]        |
| Június 6.      | Boom Boom Pow                    | Black Eyed Peas                           | [ 25 ]        |
| Június 13.     | Boom Boom Pow                    | Black Eyed Peas                           | [ 26 ]        |
| Június 20.     | Boom Boom Pow                    | Black Eyed Peas                           | [ 27 ]        |
| Június 27.     | Boom Boom Pow                    | Black Eyed Peas                           | [ 28 ]        |
| Július 4.      | Boom Boom Pow                    | Black Eyed Peas                           | [ 29 ]        |
| Július 11.     | I Gotta Feeling                  | Black Eyed Peas                           | [ 30 ]        |
| Július 18.     | I Gotta Feeling                  | Black Eyed Peas                           | [ 31 ]        |
| Július 25.     | I Gotta Feeling                  | Black Eyed Peas                           | [ 32 ]        |
| Augusztus 1.   | I Gotta Feeling                  | Black Eyed Peas                           | [ 33 ]        |
| Augusztus 8.   | I Gotta Feeling                  | Black Eyed Peas                           | [ 34 ]        |
| Augusztus 15.  | I Gotta Feeling                  | Black Eyed Peas                           | [ 35 ]        |
| Augusztus 22.  | I Gotta Feeling                  | Black Eyed Peas                           | [ 36 ]        |
| Augusztus 29.  | I Gotta Feeling                  | Black Eyed Peas                           | [ 37 ]        |
| Szeptember 5.  | I Gotta Feeling                  | Black Eyed Peas                           | [ 38 ]        |
| Szeptember 12. | I Gotta Feeling                  | Black Eyed Peas                           | [ 39 ]        |
| Szeptember 19. | I Gotta Feeling                  | Black Eyed Peas                           | [ 40 ]        |
| Szeptember 26. | I Gotta Feeling                  | Black Eyed Peas                           | [ 41 ]        |
| Október 3.     | I Gotta Feeling                  | Black Eyed Peas                           | [ 42 ]        |
| Október 10.    | I Gotta Feeling                  | Black Eyed Peas                           | [ 43 ]        |
| Október 17.    | Down                             | Jay Sean, Lil Wayne közreműködésével      | [ 44 ]        |
| Október 24.    | 3                                | Britney Spears                            | [ 45 ]        |
| Október 31.    | Down                             | Jay Sean, Lil Wayne közreműködésével      | [ 46 ]        |
| November 7.    | Fireflies                        | Owl City                                  | [ 47 ]        |
| November 14.   | Whatcha Say                      | Jason DeRulo                              | [ 48 ]        |
| November 21.   | Fireflies                        | Owl City                                  | [ 49 ]        |
| November 28.   | Empire State of Mind             | Jay-Z és Alicia Keys                      | [ 50 ]        |
| December 5.    | Empire State of Mind             | Jay-Z és Alicia Keys                      | [ 51 ]        |
| December 12.   | Empire State of Mind             | Jay-Z és Alicia Keys                      | [ 52 ]        |
| December 19.   | Empire State of Mind             | Jay-Z és Alicia Keys                      | [ 53 ]        |
| December 26.   | Empire State of Mind             | Jay-Z és Alicia Keys                      | [ 54 ]        |